# 三次鵜飼
三次鵜飼（みよしうかい）は、広島県三次市の鵜飼い。現在では毎年夏に江の川水系馬洗川で観光用にのみ行われている。「三次鵜飼の民俗技術」として広島県指定無形民俗文化財。

## 漁法
1艘につき、6から8羽の鵜、それを操る鵜匠、操船する舵子、の三位一体からなる。用いる鵜は茨城県伊師浜海岸で捕獲されたウミウ。2015年時点で1羽のみ白い鵜がいるが現役引退しており、漁には参加しないがシンボル的な存在として扱われている。試験的に2017年からカワウも用いられている。
三次鵜飼の特徴として、6.75mと日本一長いとされる鵜を繋ぐ手縄、軽枯舟と呼ばれる細くて長い形の鵜舟、篝火としてカーバイドランプが用いられていること、が挙げられる。これは近代まで漁撈鵜飼が行われていて漁獲高を上げるために改良が加えられてきた名残であり、長良川鵜飼など伝統として保護されてきた他の鵜飼と異なる。篝火は松明、苧殻、カーバイドとなった遍歴があり、カーバイトの光は遠く深くまでよく通るので手縄が長くなっていった。軽枯舟は5枚の板でできており、幅は最大で約45cm鵜匠が立つ場所で約35cmほどの細長い舟である。更に現在鵜飼が行われている地点は馬洗川と西城川の合流地点であるため波が立つことから、操船は非常に難しい。こうした中で複数の操船法、鵜の飼育・訓練にも工夫が重ねられた。
こうした技術は父子相伝で現在まで伝わる。現役の鵜匠は3人、平成時代に先代からの代替を果たしており2015年時点での平均年齢は国内の鵜匠グループの中で最も若い。装束は烏帽子に漁服・腰蓑と、古式を着る。

## 観光

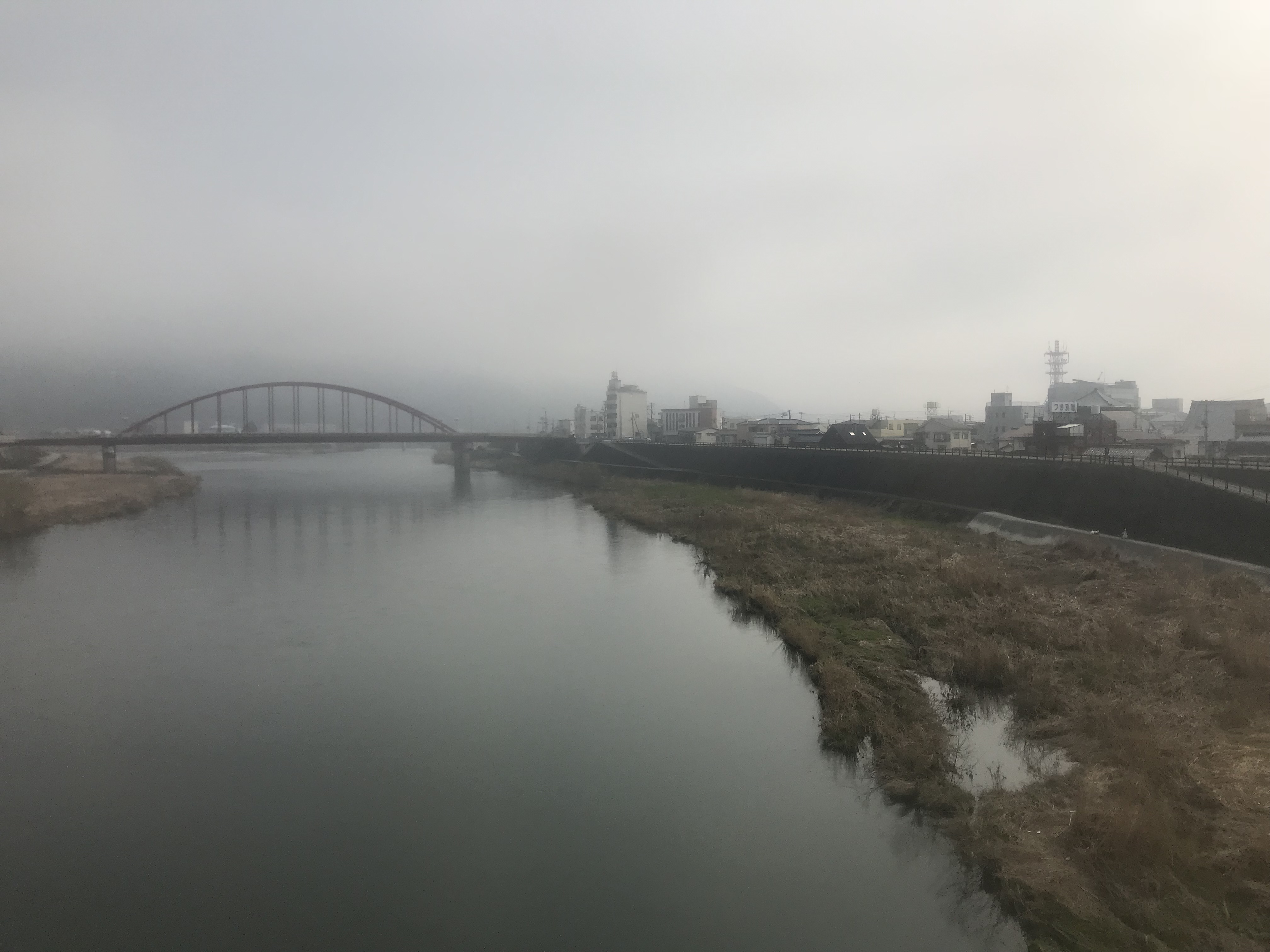
観光鵜飼が行われる水域

- 期間 : 6月1日 - 9月20日（2018年度[7]）
- 時間帯 : 19時30分開始（2018年度[7]）
- 料金 : 予約制、別途参照[7]
- 窓口 : 三次市観光協会[7]

三次市十日市中、馬洗川沿岸にある三次親水公園内に鵜飼乗船場がある。そこを拠点として、下流側の水道橋から巴橋までの水域を、鵜舟と遊覧船が並行しながら進む回遊式で行われている。
運行開始となる毎年6月初旬には川開きとして「みよし鵜飼まつり」が行われている。

## 沿革
通説では、戦国時代に毛利氏に敗れた尼子氏の落武者が徒鵜を行っていたのが起源であるとされている。江戸時代に入り当地は広島藩支藩の三次藩が治め、その初代藩主浅野長治が参勤交代の際に長良川鵜飼を見て鵜匠制度を導入し保護した。三次鵜飼の原型はここでできあがった。
明治期に入り鵜匠制度が廃止されると、漁撈鵜飼が発達していった。大正期に、三次の旅館や料亭が鵜匠を雇って観光鵜飼を始めている。ただ漁撈鵜飼は採算・資金などの問題から次第に廃れていった。1930年代には10数人程度の鵜匠がいたという。
1951年、水産資源保護法により漁撈鵜飼は禁止となり、完全に観光鵜飼に切り替えている。かつて範囲は馬洗川の他に西城川旭橋付近から江の川尾関山公園付近まで広い川面で、漁撈鵜飼としての名残として鵜舟と遊覧船を並行して下っていく川下り式で運営されていたが、1992年に現在の周遊式に切り替えている。また同年に三次市と姉妹都市提携を結んだ中国四川省雅安市からその記念として白い鵜が寄贈されている。
2015年、昔の技を今に伝えていることから、県内で初めて民俗技術として指定された。